# Leptopus (botanica)
Leptopus Decne., 1844 è un genere di piante dicotiledoni della famiglia delle Phyllanthaceae (in passato attribuito alle Euphorbiaceae).

## Tassonomia
Comprende le seguenti specie:
- Leptopus australis (Zoll. & Moritzi) Pojark.
- Leptopus chinensis (Bunge) Pojark.
- Leptopus clarkei (Hook.f.) Pojark.
- Leptopus cordifolius Decne.
- Leptopus emicans (Dunn) Pojark.
- Leptopus fangdingianus (P.T.Li) Voronts. & Petra Hoffm.
- Leptopus hainanensis (Merr. & Chun) Pojark.
- Leptopus malipoensis  W.H.Zhang & Gang Yao
- Leptopus nepalensis B.Adhikari, R.P.Chaudhary & Ghimire
- Leptopus pachyphyllus X.X.Chen
- Leptopus robinsonii Airy Shaw